# 제단자리 뮤
제단자리 뮤(Mu Arae)는 제단자리에 있는 별로, 지구에서 약 50광년 떨어져 있다. 뮤는 태양과 비슷한 G형 주계열성이다. 이 항성 주위에는 4개의 행성이 있는데, 이 중 3개는 질량이 목성과 비슷하다. 나머지 한 개는 어머니 항성 옆에서 가까이 돌고 있는데 질량이 태양계의 천왕성 및 해왕성과 비슷하기 때문에, '뜨거운 해왕성'이라는 별칭으로 부르기도 한다.

## 거리 및 관측
히파르코스 위성의 자료에 따르면 제단자리 뮤의 시차는 65.46 밀리초각으로 여기서 도출되는 거리는 49.8광년이다. 지구에서 보이는 뮤의 겉보기 등급은 +5.12로, 맨눈으로 관찰 가능하다.

## 항성의 특징
제단자리 뮤의 질량은 태양의 1.1배이다. 뮤의 중원소 함유량은 우리 태양의 두 배에 이른다. 표면온도는 5800K로 태양과 거의 비슷하다. 그러나 뮤의 반지름은 태양보다 31.5% 크며 전체 밝기는 태양의 1.75배이다.
항성은 나이를 먹을수록 채층의 활동량이 줄어든다. 제단자리 뮤의 채층 활동량을 통하여 이 항성의 나이를 계산한 결과 약 64억 1천만 년 또는 14억 5천만 년 둘 중 하나인 것으로 밝혀졌다. 채층 활동량 외에도 항성진화 모형을 이용하여 나이를 추산한 결과 약 44억 살로 예상되었다.
뮤의 분광형은 G3IV–V이다. 태양의 분광형이 G2임을 고려하면 뮤의 분광형은 태양보다 약간 덜 뜨겁지만 거의 같은 상태이다. 만약 위 채층 활동량에 의한 계산 중 64억 년이 맞다면, 뮤는 주계열성을 떠나 거성 단계로 막 진입했다고 볼 수 있다. 이는 뮤가 중심핵에 있는 수소를 소진했다는 뜻이다. 따라서 분광형은 광도분류로 볼 때 IV(준거성)에서 V(주계열성) 사이를 넘나든다고 할 수 있다.

## 행성계
2006년 8월까지 제단자리 뮤 주위에서 4개의 행성이 발견되었다. 이 중 3개는 목성과 같은 가스 행성이고, 가장 안쪽을 돌고 있는 나머지 하나는 '뜨거운 해왕성'으로 알려졌다. 이 '뜨거운 해왕성'은 가스행성이었다가 대기가 어머니 항성의 항성풍에 의해 벗겨져서 알맹이만 남은 상태이거나, 혹은 천왕성이나 해왕성과 같은 작은 가스 행성의 형상을 하고 있을 가능성도 있다. 앞 문장에서 전자의 경우를 '거대한 지구형 행성'으로 부르기도 한다.

## 행성들의 발견
2001년 앵글로-오스트레일리아 행성탐사팀(Anglo-Australian Planet Search team)이 제단자리 뮤를 도는 행성을 발견했다. 이 행성에는 제단자리 뮤 b라는 이름이 붙었으며, 743일 주기로 매우 찌그러진 궤도를 그리면서 어머니 항성을 공전하고 있는 것으로 알려졌다. 이 행성의 발견에는 도플러 효과가 응용되었다.
이후 2004년 이 별 주위를 도는 두 번째 행성 제단자리 뮤 c가 발견되었다. 발견 당시 이 행성은 항성 주위를 큰 이심률을 그리면서 8.2년에 한 바퀴 도는 것으로 알려졌다.
2004년 후반기 항성의 바로 옆을 가깝게 붙어 공전하는 제단자리 뮤 d를 발견했다. 발견에 쓰인 관측기구는 HARPS 분광 사진기(초정밀 시선 속도 행성 탐사 분광 사진기, High Accuracy Radial Velocity Planet Searcher spectrograph)이었다. 뮤 d의 질량은 지구의 약 14배 정도로 천왕성과 비슷했다. 따라서 이 행성은 외계행성 관측 역사상 해왕성 정도의 질량을 가지면서 모항성에 가깝게 붙어서 도는 최초의 존재가 되었다.
2006년 Krzysztof Goździewski, Francesco Pepe가 각각 이끄는 두 팀이 시선 속도법을 이용하여 네 번째 행성 제단자리 뮤 e를 발견했다. e는 원형에 가까운 궤도를 311일 주기로 공전하고 있었다. e의 발견으로 이전에 발견되었던 b, c의 궤도 이심률은 원형에 가까운 것으로 수정되었다. e의 발견으로 제단자리 뮤는 게자리 55에 이어 두 번째로 행성 4개를 거느린 존재가 되었다.

## 행성계 구성
제단자리 뮤 행성계는 1개의 천왕성 질량과 비슷한 행성과, 3개의 목성 사이즈의 행성으로 구성되어 있다. 이들은 원형에 가까운 공전 궤도를 돌고 있다. 이는 처음 이들이 발견되었을 때 큰 타원 궤도를 그리면서 돌 것이라는 예상에서 수정된 결과이다.
가장 안쪽을 돌고 있는 행성은 소니언 행성(chthonian planet)이라고 불리기도 하는데, 이는 원래 목성과 같이 두터운 가스층을 지니던 행성이, 모항성에서 나오는 성풍에 의해 외부의 가스층을 잃어 버리고 내부의 단단한 물질만 남은 것을 일컫는 단어이다. 또는, 이 행성을 '슈퍼지구'라고 부르기도 한다.
바로 바깥의 b와 e는 2:1에 가까운 궤도공명(orbital resonance)을 보이면서 모항성을 돈다. 시뮬레이션에 따르면 이는 불안정한 운동 상태로, 7800만 년 후 뮤의 행성계는 파국을 맞을 것이라고 한다. 이는 어머니 항성이 진화과정을 끝내기 전에 행성계가 파괴된다는 의미이다.
뮤 주위에서 카이퍼 대와 같은 원시행성계 원반은 찾을 수 없었다. 만약 있다고 하더라도 지금의 관측 기술로 감지하기에는 너무 희미할 것이다.
| 동반 천체 (모항성에서 가까운 순서) | 질량 (MJ) | 공전주기 (일)   | 공전궤도 반지름 (AU) | 이심률          |
| ---------------------------------- | --------- | --------------- | -------------------- | --------------- |
| c                                  | >0.03321  | 9.6386 ± 0.0015 | 0.09094              | 0.172 ± 0.04    |
| d                                  | >0.5219   | 310.55 ± 0.83   | 0.921                | 0.0666 ± 0.0122 |
| b                                  | >1.676    | 643.25 ± 0.90   | 1.497                | 0.128 ± 0.017   |
| e                                  | >1.814    | 4205.8 ± 758.9  | 5.235                | 0.0985 ± 0.0627 |

## 인류 거주 가능성
제단자리 뮤 b의 경우 액체 물이 존재 가능한 궤도를 돌고 있다. 이 가스 행성 주위에 거대한 위성이나 트로이 행성이 돌고 있다면 생명체가 태어날 환경이 조성될 수도 있으나, 가스 행성의 존재가 근처의 지구형 행성 생성을 방해했을 가능성이 높다. 또는 행성과 위성들의 질량비를 고려해 볼 때, 가스 행성 주위에서 지구 정도 크기의 행성이 생성될 수 있는지도 의문이다. 게다가 b는 모항성에서 다소 떨어져 있기 때문에, 생체분자(biomolecule)가 생성되는 데 필요한 충분한 양의 자외선을 받지 못한다.
뮤 e의 경우 지구가 받는 자외선과 비슷한 양을 어머니 항성으로부터 받는 궤도 (자외선 생물권, ultraviolet habitable zone)위에 있다. 그러나 이 거리는 액체 물이 존재하기에는 너무 뜨겁다.

## 행성 명칭의 결정
행성은 발견된 순서에 따라 b에서 시작하여 c, d, e...순으로 항성명 뒤에 붙이는 것이 원칙이다. 이 원칙은 Goździewski 팀이 창안한 것이다. 이와는 좀 다르게 Pepe 팀은 행성의 특징에 따라서 항성명을 붙였다. 두 팀의 논리에 따르면 공전주기 643일 행성은 b로 통일되나, Pepe팀의 경우 공전주기 9일 행성은 c, 310일은 d, 최외곽 행성은 e로 지정되었다.
IAU가 외계행성의 명칭에 대해 기준을 세우지 않았기 때문에, 두 팀의 명칭 부여 방법 중 어느 쪽이 합리적인지는 논의가 진행 중이다.

## 같이 보기
- 외계 행성
- 게자리 55